# Cap-Occidental
Le Cap-Occidental (en afrikaans : Wes-Kaap ; en xhosa : iNtshona-Koloni ; en anglais : Western Cape) est une province sud-africaine située dans le sud-ouest du pays. Elle est la quatrième plus vaste province du pays avec une superficie de 129 462 km2 et la troisième plus peuplée avec une population dépassant les sept millions d'habitants en 2020. Les deux-tiers de ses habitants vivent dans la capitale de la province et sa métropole, Le Cap. Créée en 1994, la province du Cap-Occidental est issue de la partie occidentale de l'ancienne province du Cap.

## Histoire
La colonie du Cap a été donnée à l'Angleterre en 1814 en vertu du traité de Paris.
En 1994, à l'occasion des premières élections générales multiraciales et de l'entrée en vigueur d'une Constitution nationale intérimaire, la province du Cap est divisée en quatre nouvelles provinces :
- le Cap-Occidental,
- le Cap-Oriental, comprenant les anciens bantoustans du Transkei et du Ciskei,
- le Cap-Nord
- le Nord-Ouest, comprenant une partie du Transvaal-occidental et des portions de l'ancien Bophuthatswana

Lors des premières élections multiraciales, les électeurs du Cap-Occidental apportent une large majorité de leur suffrage au Parti national (59 %), celui-là même qui avait conceptualisé et mis en application la politique d'apartheid au niveau national en 1948 et gouverné le pays jusqu'en 1994. Hernus Kriel, ancien ministre de la loi et de l'ordre, devient alors le premier Premier ministre de la province.
Après avoir été gouvernée par une coalition dominée par le Congrès national africain en 2004, la province est de nouveau dirigée par l'opposition formée par l’Alliance démocratique, issue d'une fusion entre l'ancien parti national et le parti démocratique.

## Démographie

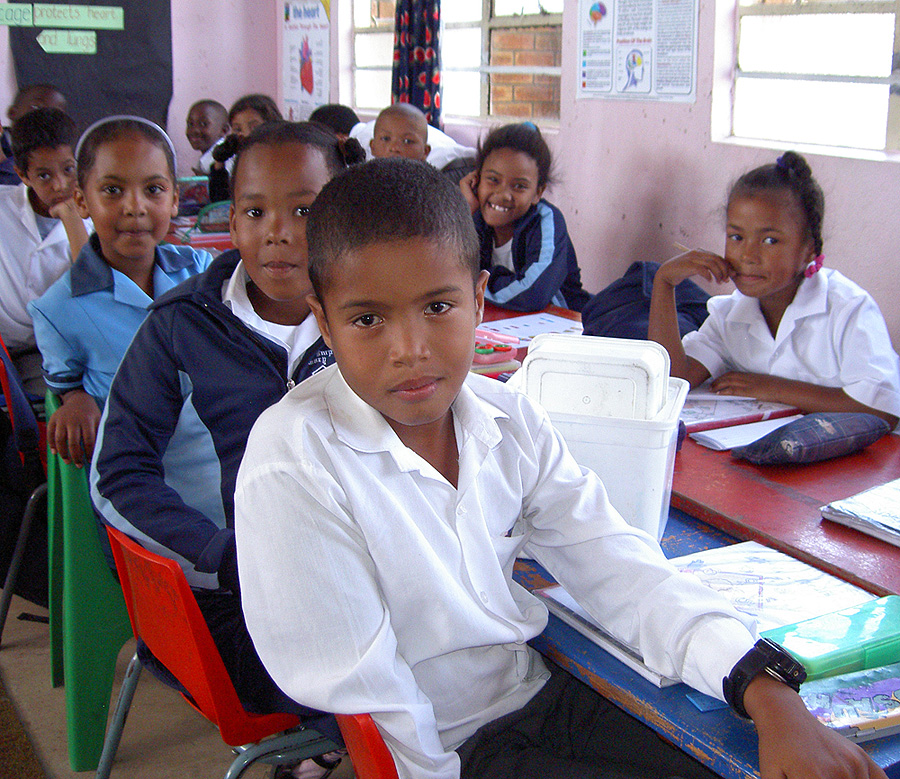
Écoliers coloured au Cap.

Région d’Afrique australe où les Européens d'origine néerlandaise se sont implantés à partir de 1652, la langue de la majorité est l’afrikaans. Une concentration d’anglophones est notablement présente au Cap, et la minorité xhosa y est également importante.
La province du Cap-Occidental est avec le Cap-Nord l'une des deux provinces sud-africaines où les Noirs sont minoritaires (30,1 %) et où les coloured sont majoritaires (50,2 %). Longtemps second groupe majoritaire, les Blancs représentent aujourd'hui 18,4 % de la population soit encore largement plus que la moyenne nationale (9,2 %).
Le Cap-Occidental est aussi une des provinces où la population s'accroît le plus rapidement. Ainsi est-elle passée de 3,9 millions d'habitants en 1994 à 5,3 millions aujourd'hui.
À partir 1994, commence une importante immigration en provenance du Cap-Oriental, plus pauvre, qui a eu comme conséquence la formation d'une minorité Xhosa significative. Cette affluence de Xhosas a eu comme conséquence une poussée des tensions ethniques entre d'une part les métis, réputés plus proche des Blancs, et les nouveaux arrivants à qui l'on reproche d'être un réservoir de voix pour le Congrès national africain (ANC).
| Langue    | 1996   | 2001   | 2011   |  |
| Afrikaans | 59,2 % | 55,3 % | 49,6 % |  |
| Anglais   | 20,3 % | 19,3 % | 20,2 % |  |
| Xhosa     | 19,1 % | 23,7 % | 24,7 % |  |
| Autres    | 1,4 %  | 1,7 %  | 5,5 %  |  |
| Total     | 100    | 100    | 100    |  |

## Politique

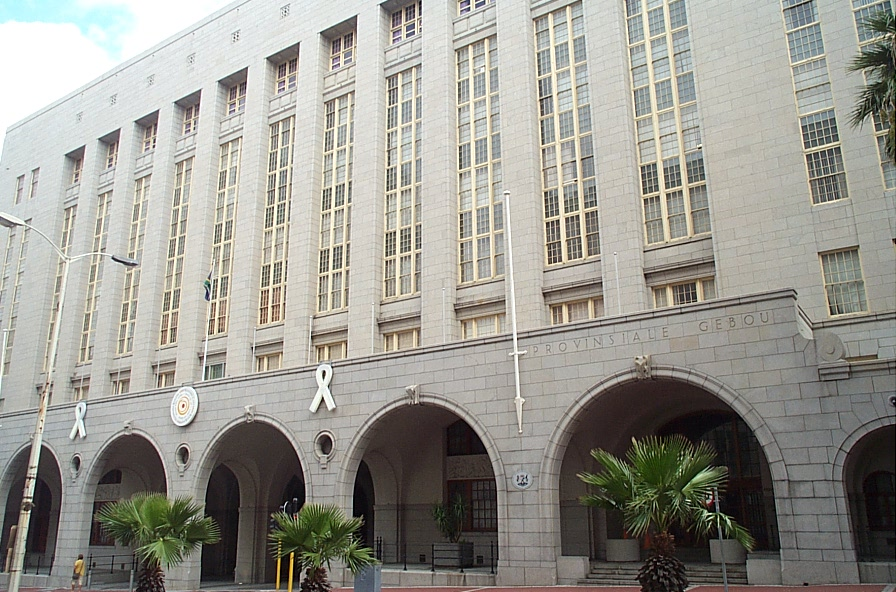
Bâtiments du gouvernement de la Province du Cap-Occidental au Cap.

La Constitution de la province date de 1998 et stipule que les trois langues officielles locales sont l'afrikaans, l'anglais et le xhosa. Le Parlement de 42 élus est situé au Cap.
L'opposition domine le Cap-Occidental depuis 2009, faisant de la région une citadelle de l’Alliance démocratique (DA).

### Composition du parlement provincial

Composition du parlement du Cap-Occidental.
Alliance démocratique
Congrès national africain
Combattants pour la liberté économique
Parti chrétien-démocrate africain
Al Jama-ah
Good
Front de la liberté

| Partis                    | Partis                                 | Votes     | %     | +/-  | Sièges | +/-           |
| ------------------------- | -------------------------------------- | --------- | ----- | ---- | ------ | ------------- |
|                           | Alliance démocratique                  | 1 140 647 | 55,45 | 3,93 | 24     | 2             |
|                           | Congrès national africain              | 589 055   | 28,64 | 4,25 | 12     | 2             |
|                           | Combattants pour la liberté économique | 83 075    | 4,04  | 1,93 | 2      | 1             |
|                           | Good                                   | 61 971    | 3,01  | Nv.  | 1      | 1             |
|                           | Parti chrétien-démocrate africain      | 54 762    | 2,66  | 1,64 | 1      | en stagnation |
|                           | Front de la liberté                    | 32 115    | 1,56  | 1,01 | 1      | 1             |
|                           | Al Jama-ah                             | 17 607    | 0,86  | 0,24 | 1      | 1             |
|                           | Organisation civique indépendante      | 9 536     | 0,46  | 0,10 | 0      | en stagnation |
|                           | Congrès du peuple                      | 6 528     | 0,32  | 0,27 | 0      | en stagnation |
|                           | Mouvement démocratique uni             | 5 728     | 0,28  | 0,20 | 0      | en stagnation |
|                           | Autres partis                          |           |       | -    |        | -             |
|                           |                                        |           |       |      |        |               |
| Votes valides             | Votes valides                          | 2 057 212 | 99,20 |      |        |               |
| Votes blancs et invalides | Votes blancs et invalides              | 16 516    | 0,80  |      |        |               |
| Total                     | Total                                  | 2 073 728 | 100   | -    | 42     | en stagnation |
| Abstentions               | Abstentions                            | 1 054 839 | 43,72 |      |        |               |
| Inscrits / participation  | Inscrits / participation               | 3 128 567 | 66,28 |      |        |               |

### Liste des premiers ministres de la province

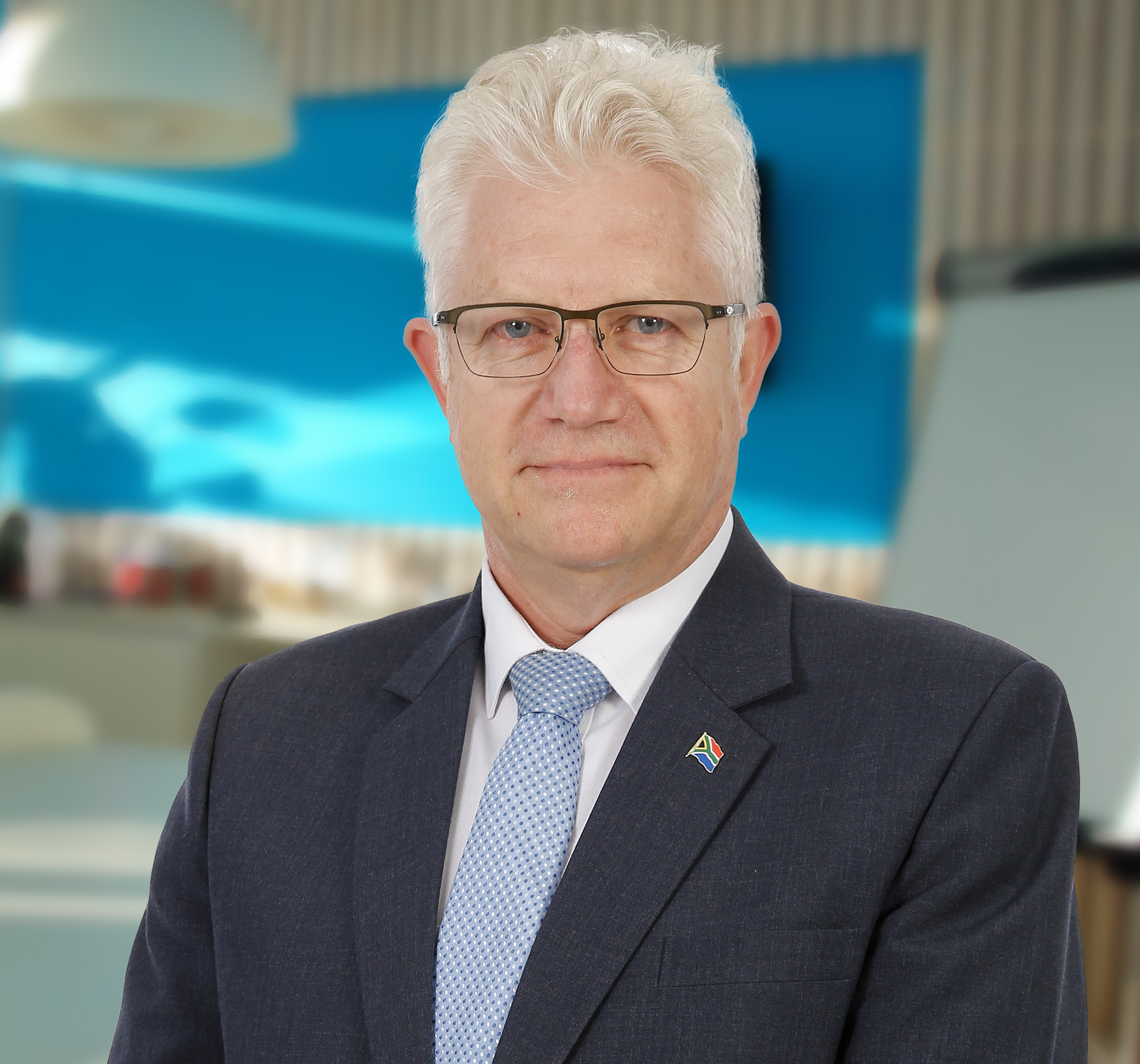
Alan Winde, premier ministre du Cap-Occidental depuis mai 2019

| Nom                           | Prise de fonction | Fin de fonction  | Parti                                 |
| ----------------------------- | ----------------- | ---------------- | ------------------------------------- |
| Hernus Kriel                  | 7 mai 1994        | 11 mai 1998      | Parti national                        |
| Gerald Morkel                 | 11 mai 1998       | 12 novembre 2001 | Parti national/Nouveau Parti national |
| Cecil Herandien (intérim)     | 12 novembre 2001  | 5 décembre 2001  | Nouveau Parti national                |
| Peter Marais                  | 5 décembre 2001   | 3 juin 2002      | Nouveau Parti national                |
| Piet Meyer (intérim)          | 3 juin 2002       | 21 juin 2002     | Nouveau Parti national                |
| Marthinus Van Schalkwyk       | 21 juin 2002      | 23 avril 2004    | Nouveau Parti national                |
| Leonard Ramatlakane (intérim) | 23 avril 2004     | 30 avril 2004    | Congrès national africain             |
| Ebrahim Rasool                | 30 avril 2004     | 25 juillet 2008  | Congrès national africain             |
| Lynne Brown                   | 25 juillet 2008   | 6 mai 2009       | Congrès national africain             |
| Helen Zille                   | 6 mai 2009        | 22 mai 2019      | Alliance démocratique                 |
| Alan Winde                    | 22 mai 2019       | -                | Alliance démocratique                 |

### Historique politique
Remportée en 1994 (année de la création de la province) par le Parti national, la province est dirigée à partir de 1999 par une coalition entre le Nouveau Parti national (NNP) et le parti démocratique (DP). En 2002, le NNP rompt son alliance et signe un nouveau pacte avec le congrès national africain (ANC) permettant aux deux partis de co-gérer la province. Lors des élections générales sud-africaines de 2004, avec 19 sièges, l'ANC s'empare de la province avec l'aide des 5 sièges du NNP (lequel finit par se dissoudre et rallier l'ANC) contre 12 élus à la nouvelle Alliance démocratique (issu du DP et d'une partie du NNP), 3 aux démocrates indépendants, 2 au parti chrétien-démocrate et 1 élu à l'UDM.
En juillet 2008, une crise politique au sein de l'ANC affaiblit le parti au pouvoir et l'amène à exclure le premier ministre provincial Ebrahim Rasool, à qui est reprochée la dégradation des infrastructures locales, de la situation sociale et la hausse de la criminalité. Il est remplacé par Lynne Brown, également issue comme son prédécesseur de la communauté des coloureds. Aux élections du 22 avril 2009, la DA obtient la majorité absolue des sièges avec 22 sur 42 sur l'ensemble de la province, la DA obtient 51,46 % des suffrages contre 31,55 % à l'ANC, 4,68 % aux Indépendants démocrates et 1,47 % du ACDP. Elle remporte encore la province en 2014 et 2019 avec les majorité absolue des voix.
La DA domine également les gouvernements locaux de la province depuis les élections municipales sud-africaines de 2011, en particulier la ville du Cap, Overstrand (Hermanus), Swartland (Malmesbury), George, Mossel Bay, Stellenbosch et Swellendam. D'autres municipalités sont plus disputées avec l'ANC ou des partis locaux (Oudtshoorn, Matzikama, Bitou, Kannaland, Prince Albert, Beaufort West, Laingsburgou Knysna).

## Économie

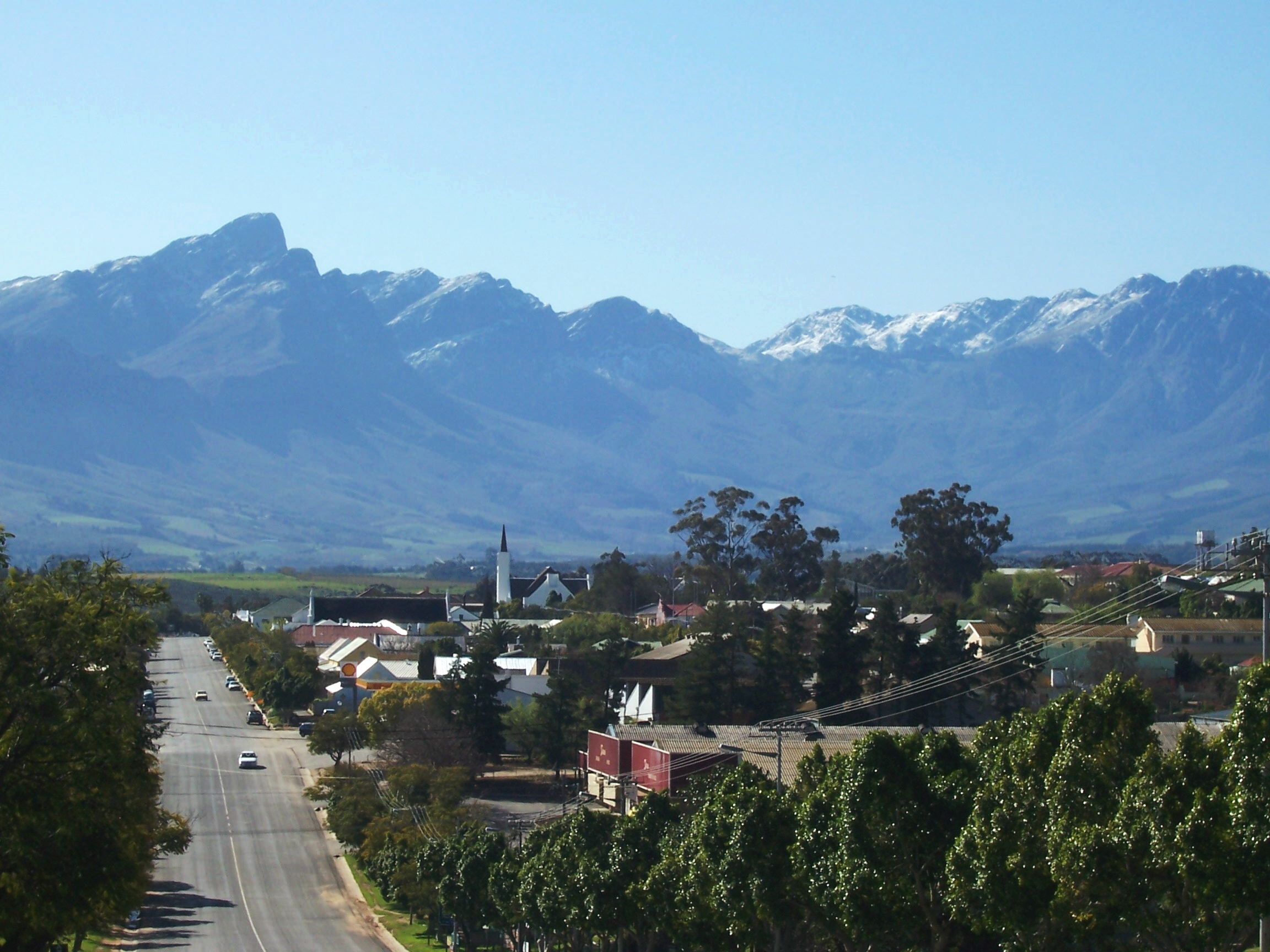
Ville agricole de Tulbagh.

La province du Cap-Occidental est la plus riche en termes de revenu par habitant et fournit plus de 15 % du PIB national, ce qui la classe en 3e position parmi les provinces sud-africaines. Le chômage y est beaucoup plus bas que dans le reste du pays (tout de même 18 %).
De plus, la province de Cap-Occidental dispose de nombreux atouts de développement comme un superbe patrimoine architectural, de nombreuses vignes, une affluence régulière de touristes, un bon réseau d'infrastructures, une industrie puissante (textile principalement) et enfin un pouvoir d'achat relativement élevé. Il faut rajouter également le rayonnement culturel et économique du Cap, cité portuaire située sur une route commerciale de première importance.

## Sécurité

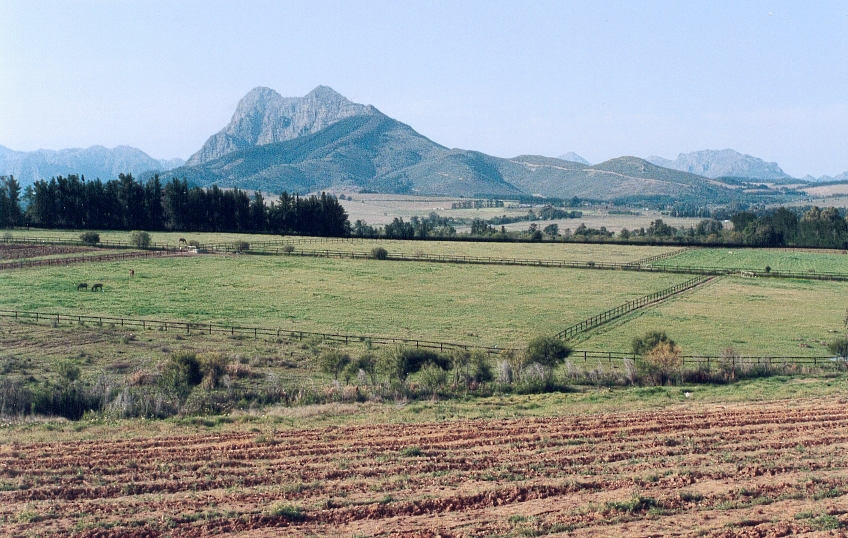
Paysage du Cap-Occidental

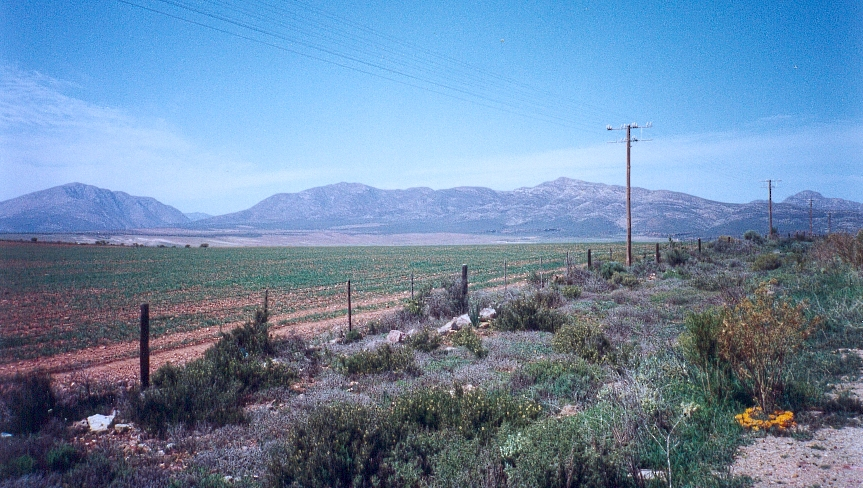
Paysage du Petit Karoo au Cap-Occidental

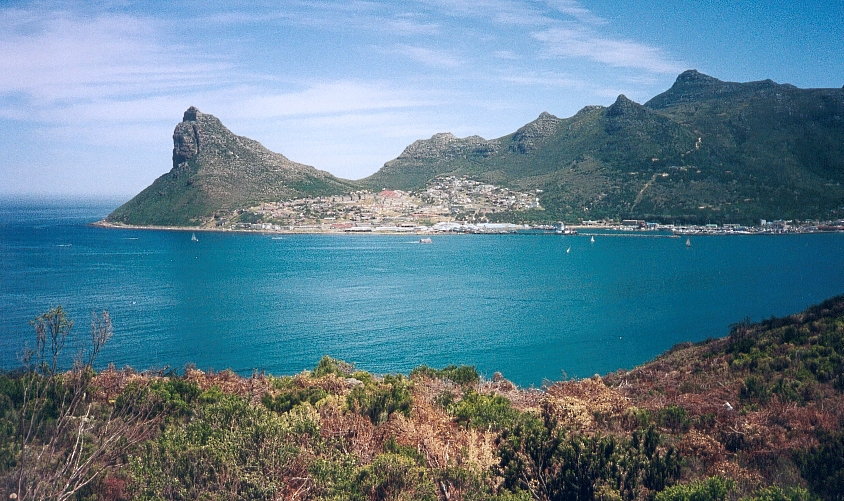
La péninsule du Cap et la Hout Bay

Carte par circonscription municipale de la province du Cap-Occidental

En 2005, la province du Cap-Occidental arrive en tête des statistiques pour le nombre de meurtres pour 100 000 habitants et les crimes liés à la drogue.
Cependant, Helen Zille maire du Cap puis premier ministre de la province, aurait fait d'abord baisser de 80 % la criminalité au Cap puis entamé des politiques sécuritaires pour toute la région.

## Tourisme
Le style architectural « néerlandais du Cap », particulier aux manoirs du Cap-Occidental, est l’un des trésors de l’architecture sud-africaine.
Il faut ajouter les grands espaces du cap de Bonne-Espérance, les villégiatures de la baie du Cap et les pentes escarpées de la montagne de la Table. La région inclut quatre grands espaces naturels protégés : réserve naturelle du Swartberg, parc national du Karoo, parc national de Tsitsikamma et réserve naturelle de Matjiesrivier.
Enfin, grâce aux huguenots français établis au Cap après la révocation de l’édit de Nantes, le Cap-Occidental est un centre important de la viticulture, en particulier à Paarl et Stellenbosch.

## Biodiversité
La région floristique du Cap, l'un des six royaumes floraux reconnus au monde, est site inscrit au patrimoine mondial de l'UNESCO pour son exceptionnelle biodiversité.

## Découpage administratif

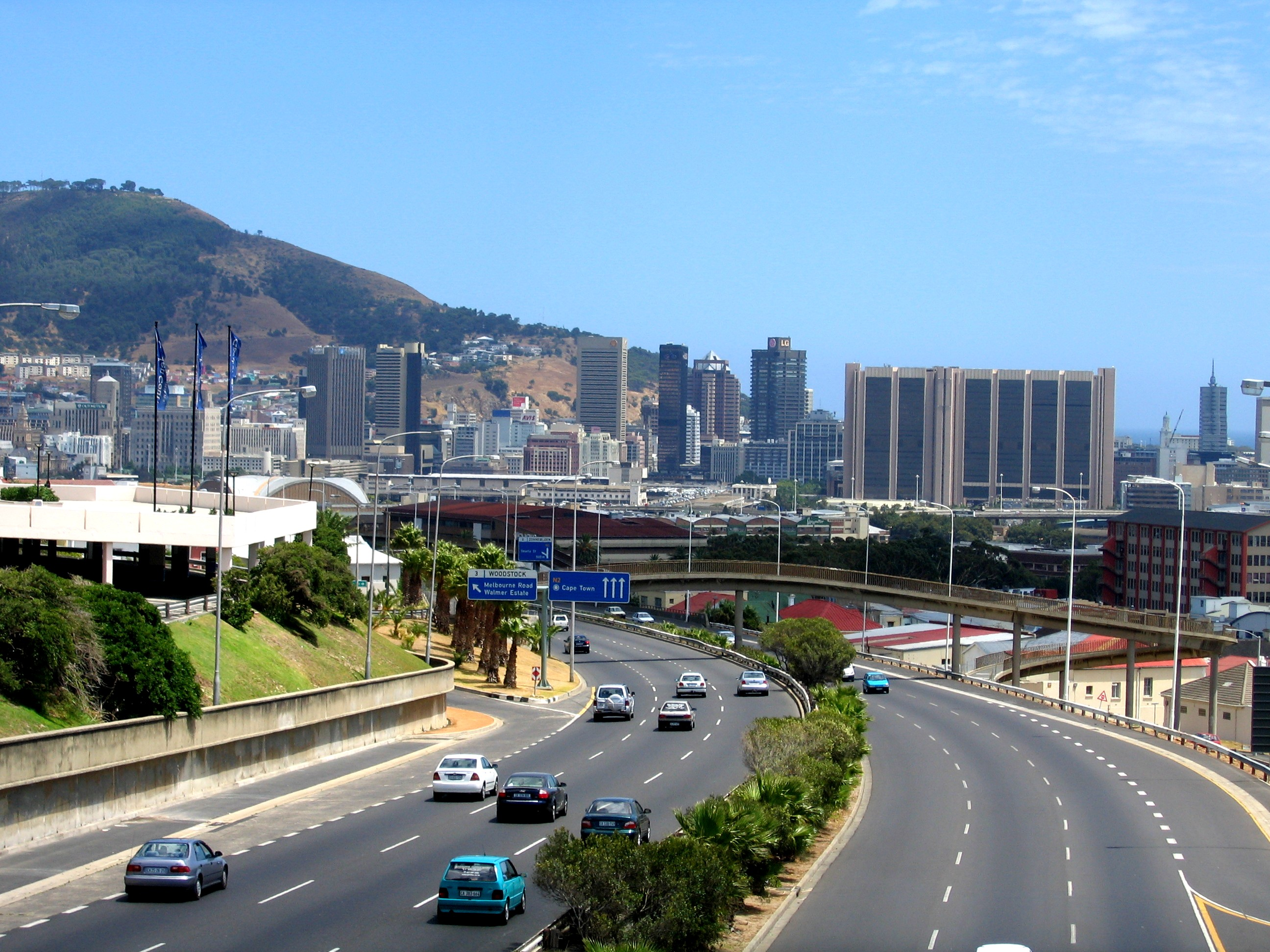
Infrastructures au Cap avec l'autoroute N2.

La province du Cap-Occidental est divisée en 29 municipalités depuis 2000 (dont cinq districts et 24 municipalités locales):

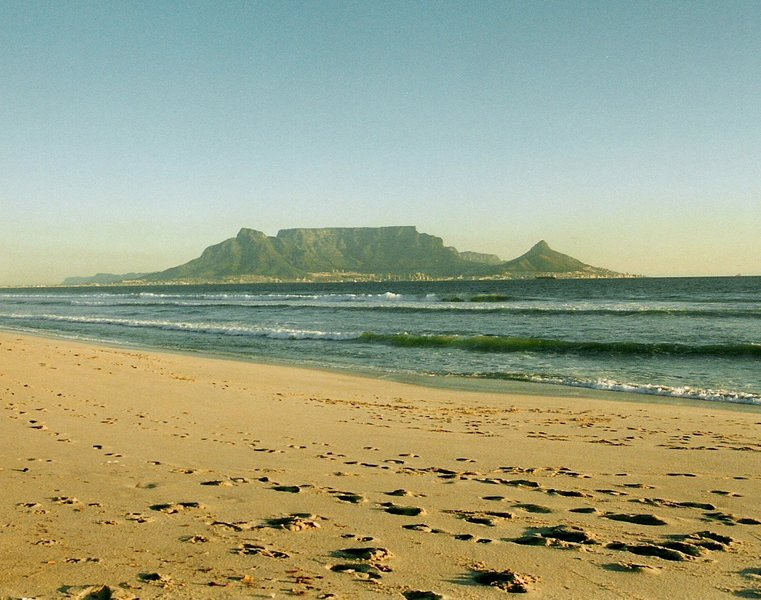
Montagne de la Table vue de Bloubergstrand

- Métropole du Cap
- District de West Coast
  - Matzikama
  - Cederberg
  - Bergrivier
  - Saldanha Bay
  - Swartland
- District de Cape Winelands
  - Witzenberg
  - Drakenstein
  - Stellenbosch
  - Breede Valley
  - Langeberg
- District de l'Overberg
  - Theewaterskloof
  - Overstrand
  - Cape Agulhas
  - Swellendam
- District d'Eden
  - Kannaland
  - Hessequa
  - Mossel Bay
  - George
  - Oudtshoorn
  - Bitou
  - Knysna
- District de Central Karoo
  - Beaufort West
  - Laingsburg
  - Prince Albert